# 20793 Goldinaaron
20793 Goldinaaron este un asteroid din centura principală de asteroizi.

## Descriere
20793 Goldinaaron este un asteroid din centura principală de asteroizi. A fost descoperit pe 24 septembrie 2000 la Socorro, New Mexico, în cadrul proiectului LINEAR. Asteroidul prezintă o orbită caracterizată de o semiaxă mare de 2,62 ua, o excentricitate de 0,12 și o înclinație de 2,5° în raport cu ecliptica.